# Cassenoides
Cassenoides is een geslacht van kevers uit de familie bladkevers (Chrysomelidae).
De wetenschappelijke naam van het geslacht werd in 1989 gepubliceerd door Shinsaku Kimoto.

## Soorten
- Cassenoides flavomarginatus Kimoto, 1989